# Waleri Bełczew
Waleri Bełczew, bułg. Валери Белчев (ur. 6 września 1974) – bułgarski ekonomista i bankowiec, w 2021 minister finansów.

## Życiorys
Uzyskał magisterium z administracji publicznej na Uniwersytecie Harvarda oraz z finansów i bankowości na Université Panthéon-Assas. Doktoryzował się z ekonomii na Uniwersytecie Gospodarki Narodowej i Światowej w Sofii. Pracował w sektorze bankowym, w tym w Société Générale. Później związany z bankowością inwestycyjną, był m.in. przedstawicielem Rothschild & Cie w Bułgarii. Później kierował departamentem rozwoju biznesu w Bułgarskim Banku Rozwoju. Od 2015 do 2017 pełnił funkcję prezesa Fond na fondowete, współtworzonego przez ministerstwo finansów funduszu zarządzającego instrumentami finansowymi. Do 2018 pozostawał członkiem zarządu tej instytucji.
We wrześniu 2021 powołany na ministra finansów w technicznym drugim rządzie Stefana Janewa. Pełnił tę funkcję do grudnia tegoż roku.